# Coenonympha saadi
Coenonympha saadi är en fjärilsart som beskrevs av Vincenz Kollar 1848. Coenonympha saadi ingår i släktet Coenonympha och familjen praktfjärilar. Inga underarter finns listade i Catalogue of Life.